# Zoo Salzburg
Koordinaten: 47° 45′ 24,6″ N, 13° 3′ 50,7″ O
Der Zoo Salzburg (früher Tiergarten Salzburg oder Tiergarten Hellbrunn) liegt im Süden der österreichischen Stadt Salzburg. Das 14 Hektar große Areal ist Teil des historischen Schlossparks von Schloss Hellbrunn und grenzt im Süden an das Gemeindegebiet von Anif. Der Zoo hält rund 1500 Tiere in 150 Arten und beschäftigt rund 50 Mitarbeiter. Die Besucherzahlen liegen jährlich bei etwa 400.000.

## Geschichte

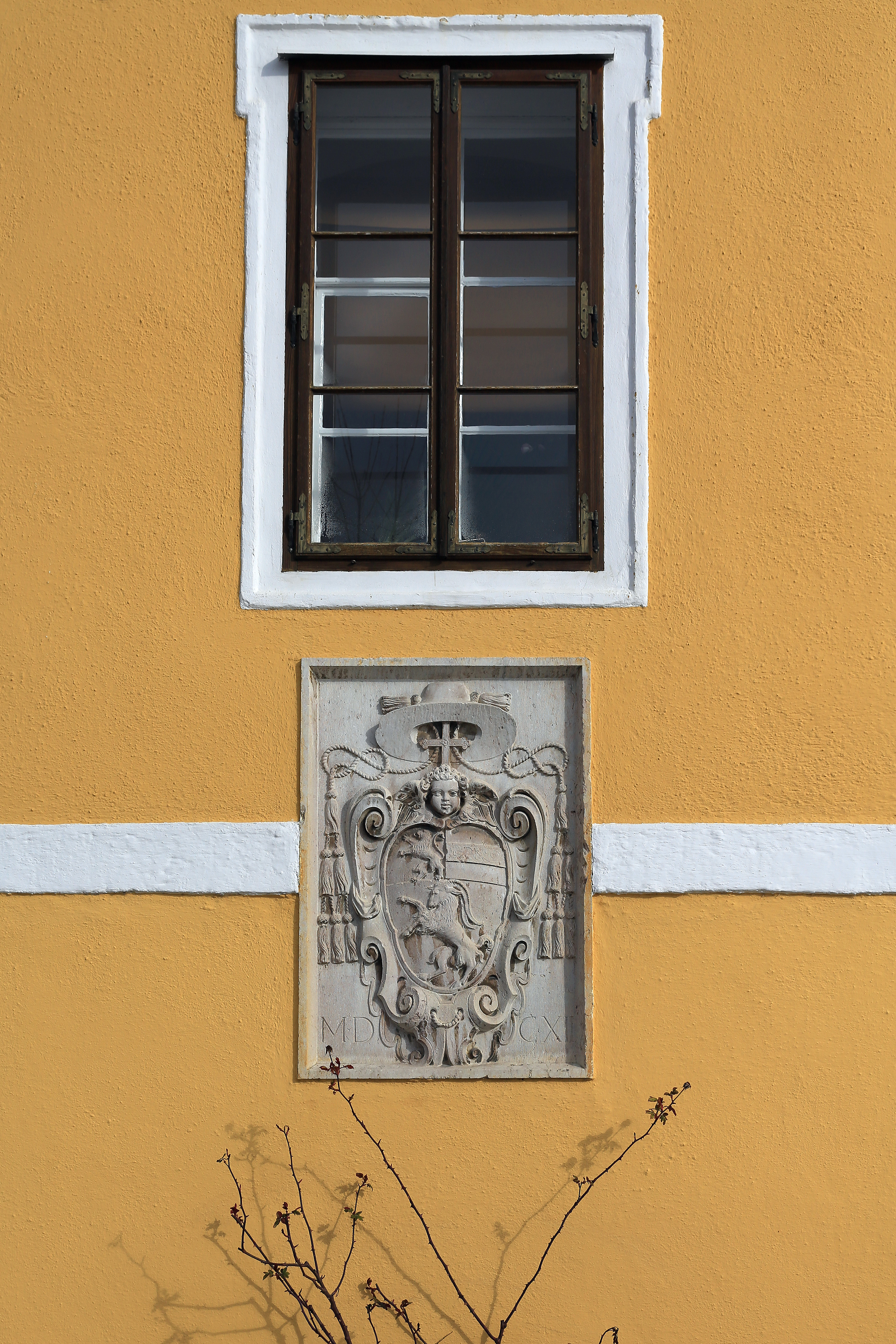
Markus Sittikus’ Wappen am Eingangsgebäude, „MDCXII“ = Jahr 1612 (2014)

1421 wird eine „Peunt pey dem Tirgarten“ genannt, die 1459 im Besitz von Petrus Erlacher war. Unter Tiergarten war dabei ein adeliges Jagdgehege zu verstehen. 1479 wird ein „Neubruch propte Tiergarten et fontem“ erwähnt. Ab 1612 ließ der Salzburger Erzbischof Markus Sittikus Schloss Hellbrunn mit seinem großen Jagdwildpark um den Hellbrunner Berg und seinen Vogelgehegen um die Fasanerie im Norden des Schlosses errichten. Das fürsterzbischöfliche Jagdwildgatter bestand nach dem Niedergang des Erzstifts Salzburg sowie dem Abschuss der Wildtiere durch einen französischen General im Dezember 1800 nicht mehr.
In Erinnerung an das historische Jagdgehege konnte der Tierpark am 29. April 1961 als „Alpenzoo Hellbrunn“ unter der Trägerschaft des Vereins Freunde des Salzburger Tiergartens Hellbrunn für die Besucher geöffnet werden, wobei die heimische (Alpen)-Tierwelt dem Publikum nähergebracht werden sollte. Dabei sollte sich der Tierpark in den historischen Schlossgarten voll integrieren. 1966 wurde von Heinrich Windischbauer eine Gänsegeierkolonie begründet, die noch heute besteht und eine große Attraktion darstellt. Der Gänsegeier ist vor allem in Südeuropa heimisch. Im Nationalpark Hohe Tauern übersommern alljährlich 50–100 nichtbrütende Gänsegeier aus Kroatien. Es bestehen Kontakte zwischen den Tieren in Hellbrunn und jenen in den Hohen Tauern.
1972 war ein Krisenjahr des Zoos, der wegen des Verstoßes gegen das Importverbot für Orang-Utans international geächtet wurde. 1976 übernahm Friedrich Lacchini die Leitung, Stadt und Land Salzburg sicherten die finanzielle Situation des Tierparks. Nach seinem Amtsantritt 1990 wendete sich Lacchinis Nachfolger Rainer Revers vom Konzept eines sich in den historischen Schlosspark eingliedernden Bergweltzoos ab und führte den heutigen Geozoo ein. 2003 wurde der damalige Trägerverein Salzburger Tiergarten Hellbrunn in die Zoo Salzburg Gemeinnützige GmbH umgewandelt, die sich in 50:50-Besitz des Landes und der Stadt Salzburg befindet. Seit 2005 ist Sabine Grebner Geschäftsführerin.
2012 geriet der Zoo wegen Sicherheitsdefiziten in die Kritik: Es entkamen zweimal hintereinander Geparde und wenig später ein Luchs aus ihren Gehegen. Wegen Gefährdung der Zoobesucher stellte die Staatsanwaltschaft Ermittlungen gegen die Zoochefin an. 220.000 Euro wurden in einen ausbruchssicheren Umbau der Gepardanlage investiert. Als es im April 2014 erneut einer Gepardin gelang, die Absperrungen zu umgehen, erklärte Sabine Grebner, ihren Ende des Jahres auslaufenden Vertrag nicht zu verlängern. Sie bewarb sich jedoch wieder um den Posten und blieb Geschäftsführerin.
Am 14. Oktober 2021 wurde am Geh- und Radweg in der Umgebung des Zoos ein junger Brillenpinguin etwas abgemagert wiedergefunden, der seit 10. Oktober abgängig war.
Am 12. September 2023 kam es zum ersten Todesfall in der Geschichte des Zoos. Eine 33-jährige Tierpflegerin wurde bei einer morgendlichen Routinearbeit von einem Breitmaulnashornweibchen getötet, als sie gerade Creme zum Schutz gegen Insekten auf die Haut des Tieres auftragen wollte. Ein 34-jähriger Tierpfleger, der seiner Kollegin zur Hilfe eilen wollte, wurde ebenfalls attackiert und musste schwer verletzt ins Uniklinikum Salzburg eingeliefert werden.

## Zookonzept
Der heute als Geozoo konzipierte Zoo Salzburg ist eine wichtige Bildungseinrichtung. Er versucht, den Ansprüchen der Zootiere an ihren Lebensraum durch Bereicherungen und Veränderungen ihrer Umgebung besser gerecht zu werden. Die Haltung verschiedener Tierarten in einer Anlage soll den Kontakt der Arten zueinander heben.
Der Zoo kooperierte im Rahmen von wissenschaftlichen Projekten wiederholt mit der Naturwissenschaftlichen Fakultät der Universität Salzburg.
Der Zoo ist wie folgt nach Erdteilen aufgeteilt:

### Eurasien

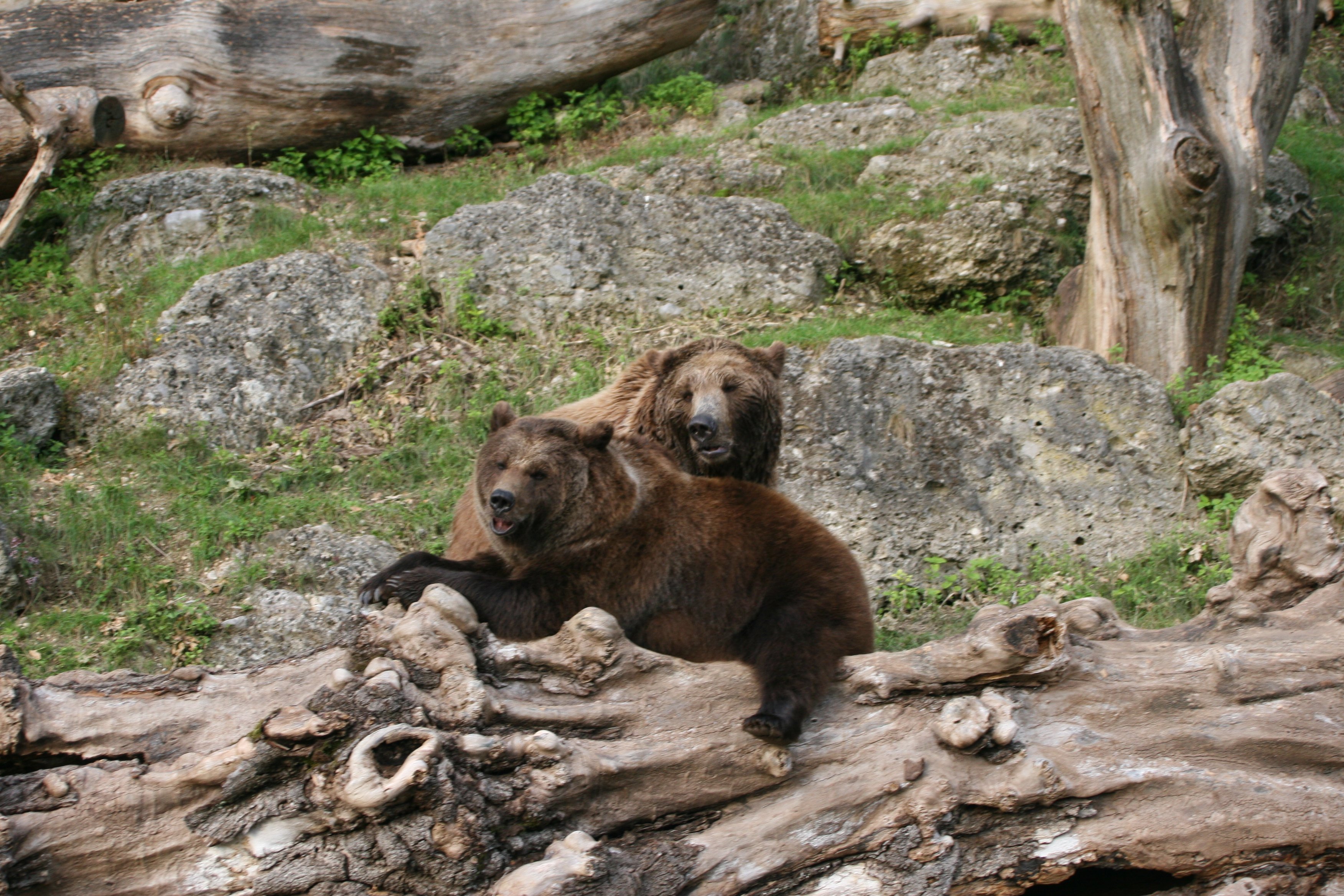
Die Braunbärenanlage wird klassisch von einem Wassergraben begrenzt.

Der nördliche Teil des Zoos ist der Tierwelt des Doppelkontinents Eurasien gewidmet. Die Anlage für Alpensteinböcke wurde 2012 umgestaltet. Sie ermöglicht jetzt näheren Kontakt zu den Tieren. Daneben entstand ein Terrarium für die heimische Schlingnatter. An den steilen Hang des Hellbrunner Bergs schließen sich die Gehege für Vielfraße, Europäische Braunbären, Fischotter und Gämsen an. Im Inneren des Bärenhauses werden Lebensräume der Kulturfolger Hausmaus und Hausratte als ungebetene Gäste unter einem Dach mit menschlichen Mitbewohnern inszeniert. Zum europäischen Parkteil gehören weiterhin die Anlagen für Europäische Wölfe und Waldrentiere sowie der Futterplatz für die freifliegenden Gänsegeier. Als Publikumsliebling galt der weibliche Gänsegeier Gundula aus der Zucht des Alpenzoos in Innsbruck, der 1979 nach Salzburg kam. Sie starb 39-jährig im November 2018.
Mit Rotem Panda, Chinesischem Muntjak und Weißhandgibbon werden Vertreter der ostasiatischen Tierwelt gezeigt. Die Anlage für diese drei Arten wurde von Dezember 2013 bis Mai 2015 umgestaltet, das Gibbonhaus durch einen Neubau ersetzt. Die Gehege der Schneeleoparden und der im Herbst 2013 verstorbenen Tigerin befinden sich noch in der Reihe der alten Raubtier-Freianlagen.
Im Arche Streichelzoo leben vorwiegend gefährdete Nutztierrassen, darunter Mangalitzaschwein, Waldschaf, Pfauenziege und Appenzeller Spitzhauben. Außerhalb des Streichelzoos besteht die Möglichkeit, Alpakas, Afrikanische Zwergziegen und Kamerunschafe zu streicheln und mit Spezialfutter zu füttern.

### Amerika

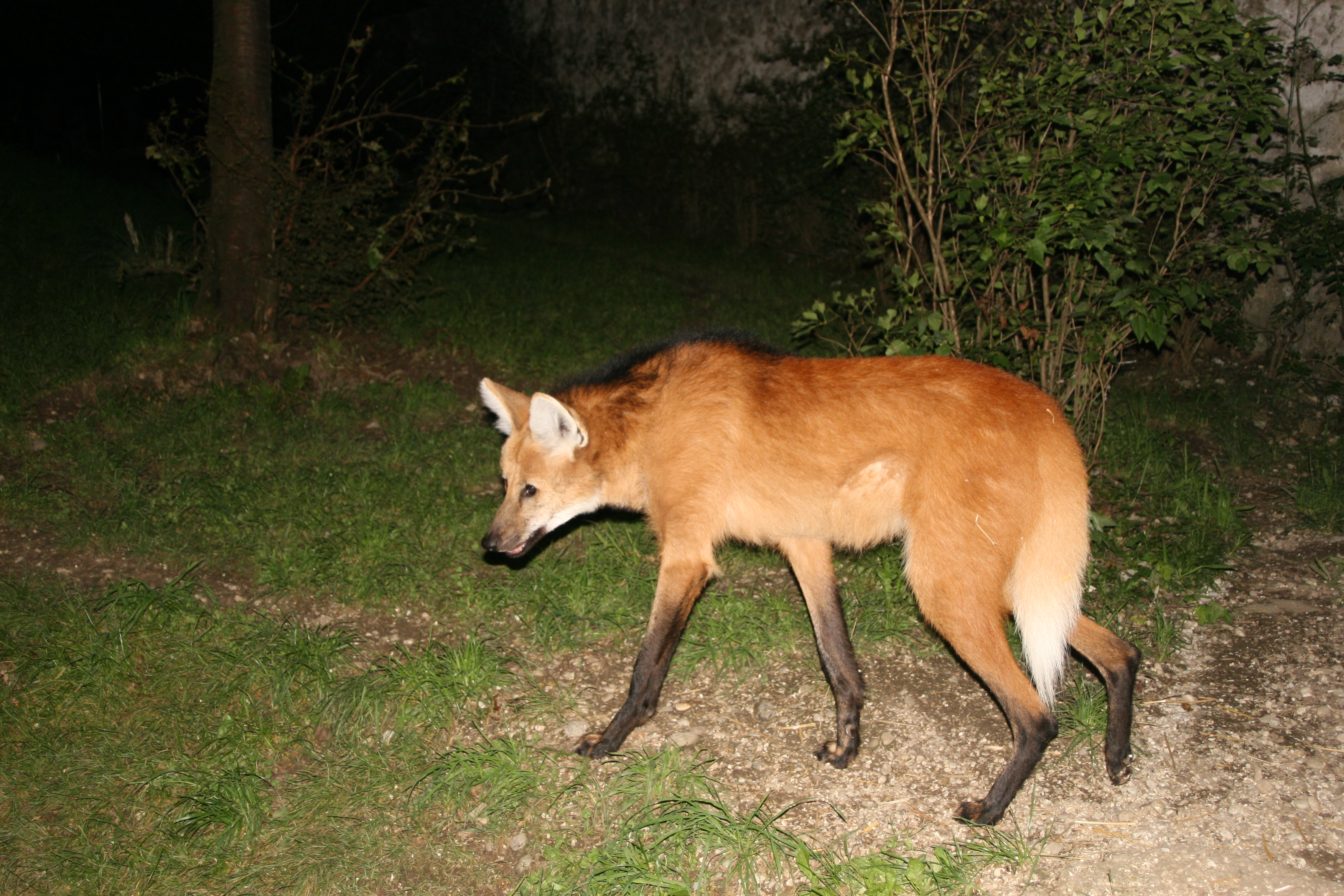
Der „Nachtzoo“ im August/September macht die Beobachtung nachtaktiver Arten wie des Mähnenwolfs lohnender.

Im Parkteil (Süd-)Amerika werden – verteilt auf drei kleine Tierhäuser, das Gibbon-, das Tropen- und das Südamerikahaus – mehrere Vertreter der Neuweltaffen gezeigt: Lisztaffe, Kaiserschnurrbarttamarin, Goldkopflöwenäffchen, Zwergseidenäffchen, Bolivianischer Totenkopfaffe und Gehaubter Kapuziner. Die mit dem Grünen Leguan und – seit 2016 – mit Brillenblattnasen vergesellschafteten Tamarine können sich im Tropenhaus frei bewegen. Im Südamerikahaus leben neben den Affen typische Vertreter südamerikanischer Fische, Amphibien und Reptilien sowie das Südliche Kugelgürteltier. Ein Zweifingerfaultier ist seit Juli 2015 im Gibbonhaus untergebracht.
An amerikanischen Nagetieren werden Schwarzschwanz-Präriehunde, Große Maras und Capybaras gehalten. Mit den Maras sind Nandu und Alpaka vergesellschaftet. Weitere Vertreter der südamerikanischen Vogelwelt sind Aras und Chileflamingos. Mit den seit 2011 gehaltenen Flachlandtapiren beteiligt sich der Zoo am Europäischen Erhaltungszuchtprogramm. Als Vertreter der Neuweltschweine werden Halsbandpekaris gezeigt. Die Mähnenwölfe bewohnen derzeit die alte Tigeranlage.
Die Anlagen für die südamerikanischen Raubtiere wurden 2013 erneuert. Im neuen Jaguarhaus leben neben Jaguar und Puma auch Königsboa und Keilkopf-Glattstirnkaiman. Die Dekoration der Innenanlagen ist einer Urwaldlandschaft mit Maya-Architektur nachempfunden.

### Australien
Die Gemeinschaftsanlage für Emus und Bennettkängurus im südöstlichen Zooareal wurde wieder aufgegeben. Vom australischen Kontinent hält der Zoo heute Parmakängurus und einige typische Insekten. Die ehemalige Luchsanlage, die während Umbauphasen als zwischenzeitliches Ausweichquartier für Gibbons und Kapuzineraffen diente, wurde 2016 zu einer begehbaren Anlage für Wellensittiche und Diamanttäubchen umgebaut. Im Vordergrund steht hier nicht der Artenschutz, sondern die direkte Begegnung zwischen Mensch und Tier und der Aspekt der artgemäßen Privathaltung. Die 180 m² große, rund 20.000 Euro teure Voliere wurde durch Spenden und den Förderverein des Zoos finanziert.

### Afrika

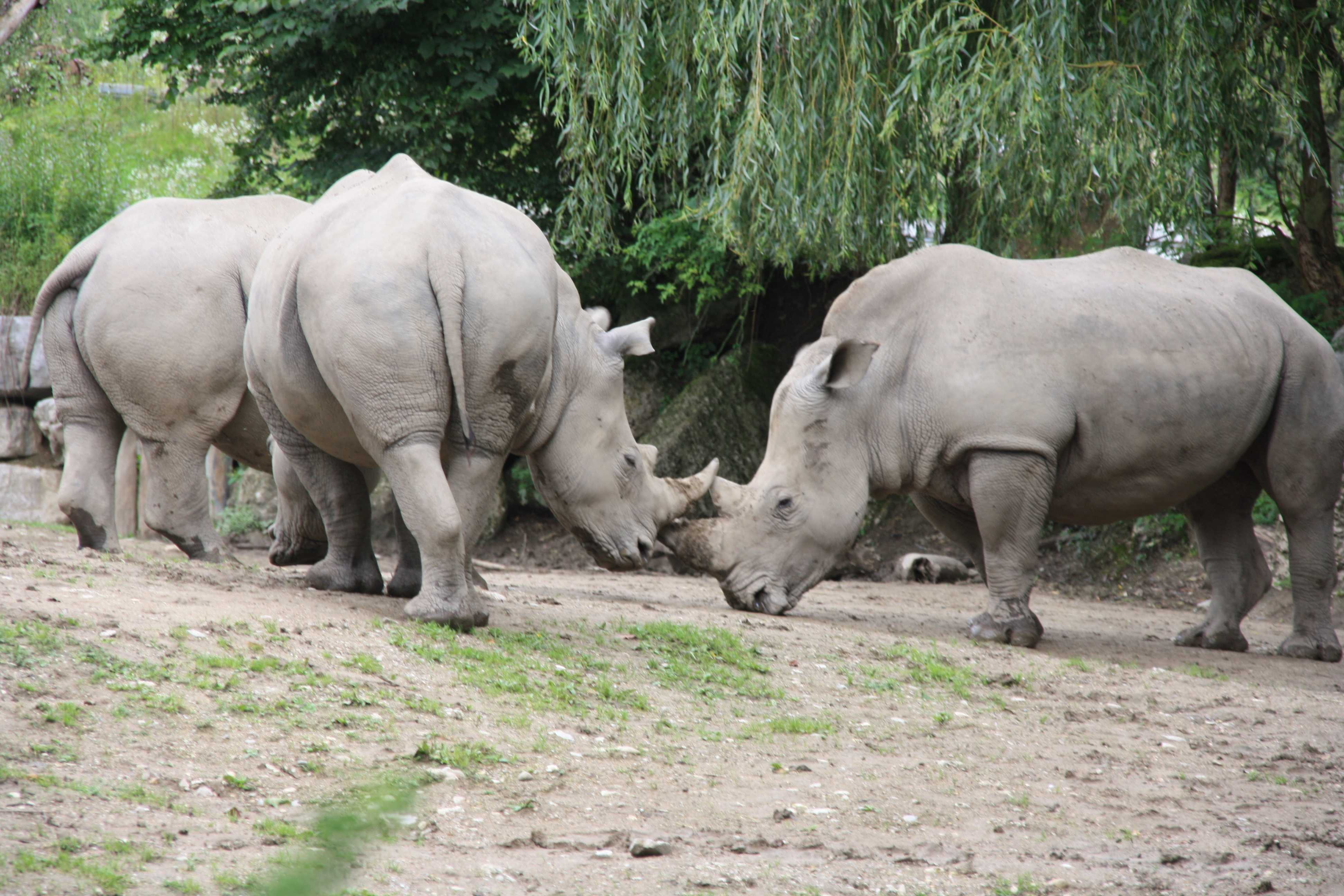
Breitmaulnashörner auf der Afrika-Savanne

Die Savannenanlage für Breitmaulnashörner, Grevyzebras, Rappenantilopen und Litschi-Wasserböcke im Afrikateil ist mit über einem Hektar Fläche das größte Gehege des Zoos. Eine Gruppe Kattas, die sich frei auf dem Zoogelände bewegen kann, hält sich meist in der Nähe des Nashornhauses auf. Im angrenzenden, von Wasserläufen durchzogenen Vogelpark sind unter anderem Rötelpelikane, Paradies- und Kronenkraniche, Helmperlhühner sowie Sitatungas zu sehen. Nicht alle Arten im Vogelpark kommen auf dem afrikanischen Kontinent vor, so etwa der Mandschurenkranich oder die seit 2017 gehaltenen Weißflügelenten.
Bekanntheit erlangte der Zoo Salzburg für seine Gepardanlage mit dem 60 km/h schnellen Beutesimulator: Dabei wurde ein Stück frisches Fleisch mit einem umgebauten Schlepplift quer durch das große Gehege befördert. So hatten die Geparde einen Anreiz, sich wie in freier Wildbahn viel zu bewegen und ihr Jagdverhalten auszuüben. Die Anlage ist jedoch seit längerer Zeit nicht mehr in Betrieb.
2010 wurde das Löwenhaus fertiggestellt. Der Baukörper ist bewusst niedrig gehalten. Vom Dach aus bieten sich Einblicke in die Savannenanlage einerseits sowie in das Löwengehege und in eine Gemeinschaftsanlage für Pinselohrschweine und Dianameerkatzen andererseits. Im Inneren des Löwenhauses werden exemplarisch Tiere der verschiedenen Vegetationszonen im tropischen Afrika vorgestellt, darunter Juwelenlaubfrösche, Taggeckos, Pantherchamäleons, Harlekinwachteln und Kurzohrrüsselspringer. Weiterhin gibt es im Afrikabereich Anlagen für Zebramangusten und Spornschildkröten. Eine nicht mehr modernisierbare Voliere für Graupapageien wurde zugunsten einer Vergrößerung der Schildkrötenanlage 2016 aufgegeben.
2019/2020 entstand nördlich der Nashornanlage für 1,3 Millionen Euro eine 300 m² große Anlage für Brillenpinguine.
Die ehemalige Gemeinschaftsanlage für Trampeltiere und Przewalski-Pferde, die ohnehin räumlich vom Eurasien-Bereich getrennt war, wurde zu einem „afrikanischen Dorf“ umgestaltet, nachdem die drei verbliebenen Przewalski-Pferde im März 2017 in den belgischen Tierpark Domaine des grottes de Han übersiedelt waren. Die neue Anlage mit typischen Haustieren aus Afrika (Watussirinder, Hausesel, Burenziegen) und Stachelschweinen eröffnete im März 2018.

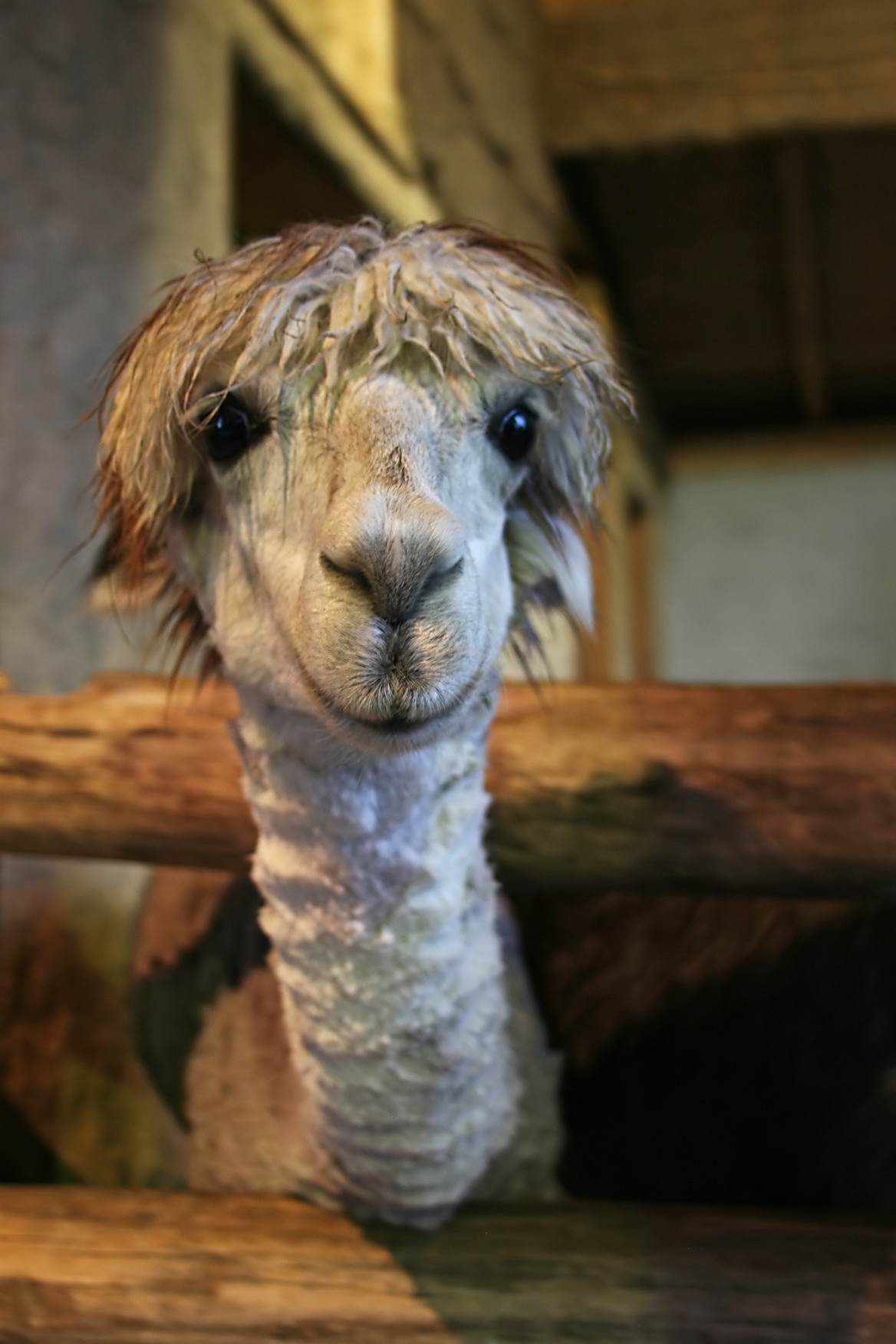
Alpaka im Zoo Salzburg